# 1994年冬季残疾人奥林匹克运动会芬兰代表团
1994年冬季残疾人奥林匹克运动会芬兰代表团是芬兰派出的1994年冬季残疾人奥林匹克运动会代表团。获得7枚金牌、6枚银牌和11枚铜牌。